# E.D.I. Mean
E.D.I. Mean (nacido como Malcolm Greenidge el 7 de julio de 1974 en Nueva York) es un rapero estadounidense y miembro del grupo Outlawz. Mientras estaba en tercer grado, Malcolm conoció a Katari "Kastro" Cox, quien más tarde le presentó a su primo Tupac Shakur.

## Carrera

### Dramacydal
En 1992, Kastro, Greenidge y Yafeu "Kadafi" Fula, el hermanastro de Tupac, formaron un trío musical. Greenidge comenzó a rapear bajo el seudónimo de Big Malcolm. El trío actuó bajo los nombres de Thoro Headz y Young Thugs. Por entonces, Tupac se convirtió en una estrella del rap y dejó que el trío apareciera en su sencillo "Holla If Ya Hear Me", lanzado el 4 de febrero de 1993. En 1994, Mutah "Napoleon" Beale se unió al grupo, que comenzó a conocerse como Dramacydal. El 5 de abril de 1995, el álbum de Tupac Me Against the World fue lanzado. Dramacydal colaboró en las canciones "Me Against the World" y "Outlaw".

### Outlawz
En 1995, tras la salida de Tupac de prisión, Malcolm, Bruce "Fatal" Washington, Kadafi, Kastro, Napoleon y el propio Tupac formaron el grupo Outlaw Immortalz, posteriormente cambiado a simplemente Outlawz. Tupac dio a cada miembro del grupo un alias de un enemigo de los Estados Unidos. Malcolm recibió el seudónimo de E.D.I. en referencia al dictador de Uganda Idi Amin. El 13 de febrero de 1996 fue lanzado el doble álbum de Tupac All Eyez on Me, en el que E.D.I. apareció en "Tradin' War Stories", "When We Ride" y "Thug Passion."
El 14 de junio de 1996, Tupac lanzó su sencillo "How Do U Want It". En él se incluía en el lado-B la canción "Hit 'Em Up", en el que colaboró E.D.I., Fatal y Kadafi. Está considerada la diss más famosa del rap, en el que insulta a Bad Boy Entertainment, Chino XL, Junior M.A.F.I.A. y Mobb Deep.
El 7 de septiembre de 1996, Tupac fue disparado en cuatro ocasiones en Las Vegas, Nevada, muriendo a los siete días. E.D.I. estaba en el coche que seguía al de Tupac, pero afirmó que no podía identificar al asesino. E.D.I. y el resto de Outlawz se mudaron a Nueva Jersey. El 5 de noviembre de 1996 fue puesto a la venta el álbum de TupacThe Don Killuminati: The 7 Day Theory. E.D.I. colaboró en tres canciones, "Bomb First (My Second Reply)", "Life Of An Outlaw" y "Just Like Daddy".
En marzo de 1997, E.D.I. y el resto de Outlawz, excepto Fatal, se trasladaron a California y firmaron con Death Row Records. El 25 de noviembre de 1997 fue lanzado un nuevo álbum de Tupac, titulado R U Still Down? (Remember Me). E.D.I. produjo seis canciones, "Redemption", "Thug Style", "Fuck All Y'all", "Let Them Thangs Go", "When I Get Free" y "Enemies With Me". El 21 de diciembre de 1999 se publicó el álbum debut de Outlawz, Still I Rise.
En 1999, Outlawz, excepto Fatal, que tuvo un desacuerdo con el resto del grupo alegando que habían traicionado a Tupac al firmar con Death Row, fundó Outlawz Records y lanzó su segundo álbum, Ride Wit Us Or Collide Wit Us, un año después.

## Discografía

### Álbumes de estudio
- 2002: Blood Brothers (con Kastro)
- 2006: Against All Oddz (con Young Noble)
- 2008: Doin' It Big (con 8Ball)

### Colaboraciones
- 1996: "Bomb First (My Second Reply)" (Makaveli con E.D.I. & Young Noble)
- 1998: "Young Ritzy Outlaw" (Gonzoe con E.D.I.)
- 2000: "Thug Livin' (Part II)" (Killa Tay con Cosmo & E.D.I.)
- 2001: "Good Life" (2Pac con Big Syke & E.D.I.)
- 2002: "Never B Peace (Nitty Remix)" (2Pac con Kastro & E.D.I.)
- 2002: "Out Of Position" (Hellraza con E.D.I.)
- 2002: "Get Doe" (Hellraza con Akwalla, Phats Bossi & E.D.I.)
- 2002: "My Niggaz" (Big Syke con E.D.I. & Young Noble)
- 2002: "Because Of U Girl (OG Mix)" (Daz Dillinger con Storm & E.D.I.)
- 2004: "The Uppercut" (2Pac con E.D.I. & Young Noble)
- 2004: "Hennessey (Red Spyda Remix)" (2Pac con Sleepy Brown & E.D.I.)
- 2016: "Visions" (Sacx One) con Dr.X & E.D.I. (Never Give Up)
- 2016: "Time iz now" (E.D.I con CJ & Sacx One (Creapin' on a come up Vol 2)